# Емма Фурманн
Емма Кейт Фурманн (англ. Emma Cate Fuhrmann; нар. 15 вересня 2001, м. Даллас, Техас, США) — американська актриса і модель. Найбільш відома за роль Еспн Фрідман у фільмі «Змішані» та Кессі Ленг у фільмі «Месники: Завершення».

## Життєпис
Емма Кейт Фурманн народилася 2001 року в Далласі, штат Техас (США). Батьки Емми — Емі та Кен Фурманн — теж актори. У неї є молодший брат Нік, а також собака породи « Ірландський м'якошерстий пшеничний тер'єр» на прізвисько Кербі Джейн. Емма Фурманн займається соціальною допомогою для хворих людей та тварин. Любить спорт, плавання, катання на лижах, моду та дизайн.

## Кар'єра
Емма Фурманн почала працювати моделлю у рідному місті, коли їй було лише 1,5 року. У віці старшого віку вона знялася в декількох рекламних роликах. З 2009 року Емма почала зніматися у фільмах та серіалах. Її найбільш відомі картини: « Третій акт» з Морганом Фріменом та « Змішані» з Адамом Сендлером і Дрю Беррімор. У 2019 році з'явилася у фільмі «Месники: Завершення», де вона зіграла роль Кессі Ленг.

## Фільмографія
| Рік  |    | Українська назва       | Оригінальна назва       | Роль             |
| ---- | -- | ---------------------- | ----------------------- | ---------------- |
| 2010 | с  | Переслідування         | Chase                   | Сіссі Піл        |
| 2010 | с  | Хороші хлопці          | The Good Guys           | молодший офіцер  |
| 2010 | кф | —                      | Emma's Wish             | Н/Д              |
| 2011 | с  | Головний підозрюваний  | Prime Suspect           | Аманда Паттерсон |
| 2012 | ф  | Третій акт             | The Magic of Belle Isle | Фіннеган О’Ніл   |
| 2012 | кф | —                      | Raspberry Jam           | Пейтон Макмерфі  |
| 2012 | кф | —                      | Are We Listening?       | Ешлі             |
| 2014 | ф  | Змішані                | Blended                 | Еспн Фрідман     |
| 2015 | ф  | Загублені на сонці     | Lost in the Sun         | Роуз             |
| 2016 | кф | Історія Тейлор         | A Taylor Story          | Тейлор           |
| 2017 | ф  | —                      | Girl Followed           | Ріган            |
| 2017 | ф  | —                      | The Fandango Sisters    | Ліл Тіффані      |
| 2017 | кф | —                      | Sweeter on the Vine     | Н/Д              |
| 2018 | с  | Пожежники Чикаго       | Chicago Fire            | Еріка Баллард    |
| 2019 | ф  | Месники: Завершення    | Avengers: Endgame       | Кессі Ленг       |
| 2020 | кф | —                      | Sky West and Crooked    | Кендіс           |
| 2020 | с  | Пожежна частина 19     | Station 19              | Рейчел Моруолл   |
| 2020 | ф  | Смерть на винограднику | Беатріс Керк            |                  |

## Нагороди та номінації
| Рік  | Нагорода               | Категорія                                                                          | Робота       | Результат |
| ---- | ---------------------- | ---------------------------------------------------------------------------------- | ------------ | --------- |
| 2012 | «Кінофестиваль Гідеон» | «Найкраща жіноча роль у короткометражному фільмі»                                  | Ми слухаємо? | Номінація |
| 2015 | Young Artist Award     | «Найкраще виконання у повнометражному фільмі — акторський склад молодого ансамблю» | Змішані      | Перемога  |
| 2015 | Young Artist Award     | «Найкраща роль у художньому фільмі — Найкраща актриса другого плану»               | Змішані      | Номінація |